# Narodni park Darién
Narodni park Darién (ššpansko Parque Nacional Darién) je svetovna dediščina v Panami. Je približno 325 kilometrov oddaljen od mesta Panama, je najobsežnejši od vseh narodnih parkov v Panami in je eno najpomembnejših območij svetovne dediščine v Srednji Ameriki.
Narodni park Darién je naravni most, ki povezuje Severno in Južno Ameriko.
Leta 1972 je območje 700.000 hektarjev postalo del zaščitnega gozda Alto Darién. Leta 1980 je bilo območje razglašeno za narodni park. Leta 1983 je območje 859.333 hektarjev postalo Unescov biosferni rezervat. Park obsega 5790 kvadratnih kilometrov.
Leži na skrajnem jugu Paname v provinci Darién in njegova južna meja se razteza vzdolž 90 odstotkov meje med €Kolumbijo in Panamo. Leži med pogorjem Serranía del Darién, ki je vzporedno s Karibskim morjem 16 kilometrov proti severovzhodu, in obalo Tihega oceana. Meji na narodni park Los Katíos v Kolumbiji.

## Habitat
Narodni park Darien ima nešteto habitatov, od skalnatih obal do peščenih plaž in mangrov. Park ima tudi obsežna močvirja in velike površine tropskih gozdov.

## Rastlinstvo
Gozdovi province Darién so še vedno večinoma nemoteni in tvorijo z vrstami najbolj bogate habitate v Srednji Ameriki. Identificiranih je okrog 2440 rastlinskih vrst, od tega okoli 40 vrst endemitov. V glavnem delu pokrajine prevladujejo vlažni in zelo vlažni tropski deževni gozdovi.
V gozdovih mangrov na obali lahko najdete npr. črne in rdeče mangrove, zahodneje akacijo Albizia caribaea, volnovko Bombacopsis quinata, Cochlospermum vitifolium, mimozo Prosopis juliflora in palmo Sabal allenii. Palme, kot sta Manicaria in Jessenia ter Copaifera in Pachira aquatica, večinoma rastejo v sladkovodnih močvirjih. Približno 10 % parka sestavljajo listnati tropski nižinski gozdovi. Zdi se, da je večina tega sekundarnega gozda, ki so ga ustvarila domorodna ljudstva, vendar so ga opustili, ko so pred več kot 500 leti prišli Španci. Nekateri največji primerki na tem območju, ki merijo okoli 40 m, pripadajo vrsti Cavanillesia platanifolia. Topel, vlažen gorski gozd, ki se začne nad 200 m, pokriva okoli 60 % parka. Tukaj so bogate liane, epifiti in praprotnice. Oblačni gozd se začne na višini okoli 700 m, tu prevladuje panamski oenocarpus. Ta regija zavzema približno 30 % parka.

## Divje živali
Regija je izjemno bogata z vrstami. Do danes je bilo ugotovljenih 169 vrst sesalcev, 533 vrst ptic, 99 vrst plazilcev, 78 vrst dvoživk in 50 vrst rib. Pogosto srečamo endemične vrste. Daríen za številne vrste predstavlja nekakšno demarkacijsko črto, tu se srečujejo živalske vrste iz Severne in Južne Amerike.
Belorepec, ki ima najraje gozdne jase, si deli območje z gozdoljubnim šilarjem, rdečo mazamo. Tukaj živijo največji glodavci kapibara, srednjeameriški aguti (Dasyprocta punctata) in paca (Cuniculus paca). Ameriški krokodil (Crocodylus acutus) si deli reke s svojim južnoameriškim sorodnikom, krokodilom kajmanom (Caiman crocodilus). Kojot sega do osrednje Paname in ga tu nadomesti manjši gozdni pes (Speothos venaticus), ki je razširjen južneje do Brazilije. Poleg črnopikčastih jaguarjev tu živijo še ozeloti, dolgorepe mačke in severne tigraste mačke, jaguarundi in pume. Črnoglava severna podvrsta rjavooka obešalka (ateles fusciceps) začenja nadomeščati črnooko obešalko ('Ateles geoffroyi)), ki ima rdečkasto dlako na hrbtu in živi severneje. Poleg tega tu živijo še štiri druge vrste opic: panamska ponočna opica (Aotus zonalis), grivasti vriskač (Alouatta palliata), navadna kapucinka (Cebus capucinus) in Geoffroyeva tamarinka (Saguinus geoffroyi). Tukaj najdemo tudi rjavovrate lenivce (Bradypus variegatus), velike mravljinčarje (Myrmecophaga tridactyla), belouste (Tayassu pecari) in pekarije z ovratnico (Pecari tajacu) ter srednjeameriške tapirje.
Sedem vrst sesalcev velja za endemične, vrsta goferja Orthogeomys dariénsis, vrsta miši Rhipidomys latimanus in panamski vitki oposum (Marmosops invictus).
Število vrst kitov, ki živijo ob obali, je ocenjeno na 20, morskih psov na 33 in morskih želv na štiri.
Dariénski gozdovi so edino območje v Srednji Ameriki, kjer se pojavljajo štiri pisane vrste are. Veliki zeleni ara (Ara ambiguus), ki ga lahko najdemo tudi severneje, ter rdečekljuni ara (Ara severus), rumenoprsa ara (Ara araraun) in rdeče-zelena ara ((Ara chloropterus), ki so pravzaprav samo v Južni Ameriki. Tu živi tudi največja populacija najmočnejše ptice roparice na svetu, harpijskega orla, ki lovi večje ptice in opice in je tudi panamska nacionalna ptica. Druge ptice ujede so orel Spizaetus melanoleucus in rdečevrata karakara ((Ibycter americanus). V gozdovih lahko srečate tudi ptice Hokkohen, Crax rubra in grebenatega guana (Penelope purpurascens). Od vrst, ki jih najdemo v nižinah, so med ogrožene vrste uvrščene Psarocolius cassini, Crypturellus kerriae in Xenornis setifrons. Pet vrst ptic velja za endemične, med njimi čudovita drevoredka (Margarornis bellulus) in zelenoglavi tanager (Tangara fucosa).

## Avtohtoni prebivalci
Park je eden redkih primerov zavarovanih območij v svetu, v katerih živi človek. Še danes v parku živita dve domorodni plemeni.
Obiskovalci običajno letijo v El Real, najbližje mesto parku.

## Grožnja
Širitev zadnjega odseka Panameriške ceste ogroža celotno območje. To cesto, ki povezuje obe ameriški celini, trenutno prekinja le tako imenovani Tapón del Darién. Druga grožnja prihaja iz sosednje Kolumbije. Ob meji na kolumbijski strani so bile izkrčene velike gozdne površine. Sosednji narodni park Los Katíos prav tako ogrožata krčenje gozdov in nezakonit lov, zato ga UNESCO od leta 2009 uvršča med ogrožene.

## Galerija
- Harpijski orel
- Pegasta paca
- Ameriški krokodil (Crocodylus acutus)